# Ramsö naturreservat
Ramsö är en ö och ett naturreservat i Urshults socken i Tingsryds kommun i Småland (Kronobergs län).
Reservatet är skyddat sedan 1959 och är 15 ha stort. Ön är belägen i sjön Mien sydväst om Tingsryd och är unik i Skandinavien genom förekomsten av bergarten ryolit.

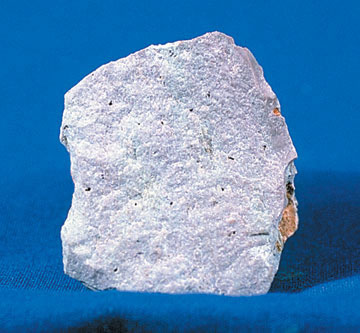
Bergarten ryolit.

Bergarten går i dagen på flera ställen. Ramsö är ett geologiskt reservat varför skogen inte omfattas av några särskilda skyddsföreskrifter. 
Markfloran är rik och där växer bland annat skogsbingel, tandrot, blåsippa, vitsippa och vårlök.